# Lijst van voetbalinterlands Filipijnen - Vietnam
Deze lijst van voetbalinterlands is een overzicht van alle officiële voetbalinterlands tussen de nationale teams van de Filipijnen en Vietnam. De landen hebben tot nu toe zestien keer tegen elkaar gespeeld. De eerste ontmoeting, een wedstrijd tijdens de Zuidoost-Aziatische Spelen 1991, werd gespeeld in Manilla op 26 november 1991. Het laatste duel, een groepswedstrijd tijdens de Zuidoost-Azië Cup 2024, vond plaats op 18 december 2024 in de Filipijnse hoofdstad.

## Wedstrijden
| №  | Plaats              | Datum            | Competitie                      | Wedstrijd            | Uitslag |
| -- | ------------------- | ---------------- | ------------------------------- | -------------------- | ------- |
| 1  | Manilla             | 26 november 1991 | Zuidoost-Aziatische Spelen 1991 | Filipijnen − Vietnam | 2 − 2   |
| 2  | Singapore           | 11 juni 1993     | Zuidoost-Aziatische Spelen 1993 | Filipijnen − Vietnam | 0 − 1   |
| 3  | Jakarta             | 14 oktober 1997  | Zuidoost-Aziatische Spelen 1997 | Filipijnen − Vietnam | 0 − 3   |
| 4  | Bandar Seri Begawan | 8 augustus 1999  | Zuidoost-Aziatische Spelen 1999 | Filipijnen − Vietnam | 0 − 2   |
| 5  | Ho Chi Minhstad     | 26 januari 2000  | Azië Cup 2000 kwalificatie      | Vietnam − Filipijnen | 3 − 0   |
| 6  | Jakarta             | 19 december 2002 | Zuidoost-Azië Cup 2002          | Vietnam − Filipijnen | 4 − 1   |
| 7  | Hanoi               | 5 december 2010  | Zuidoost-Azië Cup 2010          | Vietnam − Filipijnen | 0 − 2   |
| 8  | Bangkok             | 27 november 2012 | Zuidoost-Azië Cup 2012          | Vietnam − Filipijnen | 0 − 1   |
| 9  | Hanoi               | 28 november 2014 | Zuidoost-Azië Cup 2014          | Vietnam − Filipijnen | 3 − 1   |
| 10 | Bacolod             | 2 december 2018  | Zuidoost-Azië Cup 2018          | Filipijnen − Vietnam | 1 − 2   |
| 11 | Hanoi               | 6 december 2018  | Zuidoost-Azië Cup 2018          | Vietnam − Filipijnen | 2 − 1   |
| 12 | Doha                | 31 december 2018 | Vriendschappelijk               | Vietnam − Filipijnen | 4 − 2   |
| 13 | Hanoi               | 14 december 2022 | Vriendschappelijk               | Vietnam − Filipijnen | 1 − 0   |
| 14 | Manilla             | 16 november 2023 | WK 2026 kwalificatie            | Filipijnen − Vietnam | 0 − 2   |
| 15 | Hanoi               | 6 juni 2024      | WK 2026 kwalificatie            | Vietnam − Filipijnen | 3 − 2   |
| 16 | Manilla             | 18 december 2024 | Zuidoost-Azië Cup 2024          | Filipijnen − Vietnam | 1 − 1   |

## Samenvatting
| Competitie            | Totaal gespeeld | Winst Filipijnen | Gelijk | Winst Vietnam | Doelsaldo Filipijnen – Vietnam |
| --------------------- | --------------- | ---------------- | ------ | ------------- | ------------------------------ |
| WK-kwalificatie       | 2               | 0                | 0      | 2             | 2 − 5                          |
| Azië Cup-kwalificatie | 1               | 0                | 0      | 1             | 0 − 3                          |
| Zuidoost-Azië Cup     | 7               | 2                | 1      | 4             | 8 − 12                         |
| Zuidoost-Azië Spelen  | 4               | 0                | 1      | 3             | 2 − 8                          |
| Vriendschappelijk     | 2               | 0                | 0      | 2             | 2 − 5                          |
| Totaal                | 16              | 2                | 2      | 12            | 14 − 33                        |

PFF · 
A-internationals · 
Filipijns vrouwenelftal
Afghanistan ·
Australië ·
Azerbeidzjan ·
Bahrein ·
Bangladesh ·
Bhutan ·
Brunei ·
Cambodja ·
China ·
Estland ·
Fiji ·
Guam ·
Hongkong ·
India ·
Indonesië ·
Irak ·
Iran ·
Israël ·
Japan ·
Jemen ·
Jordanië ·
Kirgizië ·
Koeweit ·
Laos ·
Libanon ·
Macau ·
Malediven ·
Maleisië ·
Mongolië ·
Myanmar ·
Nepal ·
Noord-Korea ·
Oezbekistan ·
Oman ·
Oost-Timor ·
Pakistan ·
Palestina ·
Papoea-Nieuw-Guinea ·
Qatar ·
Singapore ·
Sri Lanka ·
Syrië ·
Tadzjikistan ·
Taiwan ·
Thailand ·
Turkmenistan ·
Verenigde Arabische Emiraten ·
Vietnam ·
Zuid-Korea ·
Zuid-Vietnam
VFF · 
A-internationals · 
Vietnamees vrouwenelftal
1991 – 1999 ·
2000 – 2009 ·
2010 – 2019 ·
2020 − 2029
Afghanistan ·
Albanië ·
Australië ·
Bahrein · 
Bangladesh · 
Bosnië en Herzegovina · 
Cambodja · 
China · 
Curaçao ·
Estland · 
Filipijnen · 
Guam · 
Guinee ·
Hongkong · 
India · 
Indonesië · 
Irak ·
Iran · 
Jamaica · 
Japan ·
Jemen · 
Jordanië ·
Kazachstan · 
Kirgizië ·
Koeweit · 
Laos · 
Libanon · 
Macau · 
Malediven · 
Maleisië · 
Mongolië · 
Mozambique ·
Myanmar · 
Nepal · 
Noord-Korea ·
Oezbekistan · 
Oman · 
Palestina ·
Qatar ·
Rusland ·
Saoedi-Arabië · 
Singapore · 
Sri Lanka · 
Syrië · 
Tadzjikistan · 
Taiwan · 
Thailand · 
Turkmenistan · 
Verenigde Arabische Emiraten · 
Zimbabwe · 
Zuid-Korea